# John Frank Wilson
John Frank Wilson (* 7. Mai 1846 bei Pulaski, Tennessee; † 7. April 1911 in Prescott, Arizona) war ein US-amerikanischer Politiker. Zwischen 1899 und 1905 vertrat er zweimal als Delegierter das Arizona-Territorium im US-Repräsentantenhaus.

## Frühe Jahre
John Frank Wilson kam schon früh mit seinen Eltern nach Alabama, wo er die öffentlichen Schulen und das Rhuhama College besuchte. Während des Bürgerkriegs kämpfte er auf der Seite der Konföderierten Staaten. Ab 1863 war er in deren Armee Oberstleutnant. Nach einem Jurastudium und seiner 1866 erfolgten Zulassung als Rechtsanwalt begann er in Fayetteville in Arkansas in seinem neuen Beruf zu arbeiten.

## Politischer Aufstieg
Wilson wurde Mitglied der Demokratischen Partei. Von 1877 bis 1878 war er Abgeordneter im Repräsentantenhaus von Arkansas. Zwischen 1885 und 1886 war er Staatsanwalt im vierten Gerichtsbezirk von Arkansas. Im Jahr 1877 zog er in das Arizona-Territorium, wo er sich in Prescott niederließ und als Rechtsanwalt arbeitete. Im Jahr 1891 war er Delegierter einer verfassungsgebenden Versammlung. Von 1893 bis 1895 war Frank Wilson Richter an einem Nachlassgericht im Yavapai County. 1896 war er Delegierter zur Democratic National Convention, auf der William Jennings Bryan als Präsidentschaftskandidat der Partei nominiert wurde. Im gleichen Jahr wurde Wilson vom Territorialgouverneur Benjamin Joseph Franklin zum Attorney General im Arizona-Territorium ernannt. Dieses Amt bekleidete er bis 1897.

## Kongressdelegierter
Bei den Kongresswahlen des Jahres 1898 wurde Wilson als Nachfolger von Marcus A. Smith zum Delegierten im US-Repräsentantenhaus in Washington gewählt. Dieses Mandat übte er zwischen dem 4. März 1899 und dem 3. März 1901 aus. Im Jahr 1900 bewarb er sich nicht um eine Wiederwahl, woraufhin sein Vorgänger Smith erneut in das Amt gewählt wurde. Zwei Jahre später kandidierte er aber erneut und wurde zwischen dem 4. März 1903 und dem 3. März 1905 nochmals Delegierter des Arizona-Territoriums im Kongress. Als Delegierter hatte er dort aber kein Stimmrecht.
Nach dem Ende seiner zweiten Legislaturperiode im Repräsentantenhaus wurde Wilson wieder als Rechtsanwalt in Prescott tätig, wo er 1911 starb.